# Gare de Plaintel
La gare de Plaintel est une ancienne gare ferroviaire française de la ligne de Saint-Brieuc à Pontivy, située sur le territoire de la commune de Plaintel, dans le département des Côtes-d'Armor, en région Bretagne.

## Situation ferroviaire
La gare de Plaintel se situe au point kilométrique (PK) 485,03 de la ligne de Saint-Brieuc à Pontivy entre les gares de Saint-Julien et de Quintin. Aujourd'hui, elle se trouve sur un tronçon non exploité.

## Histoire

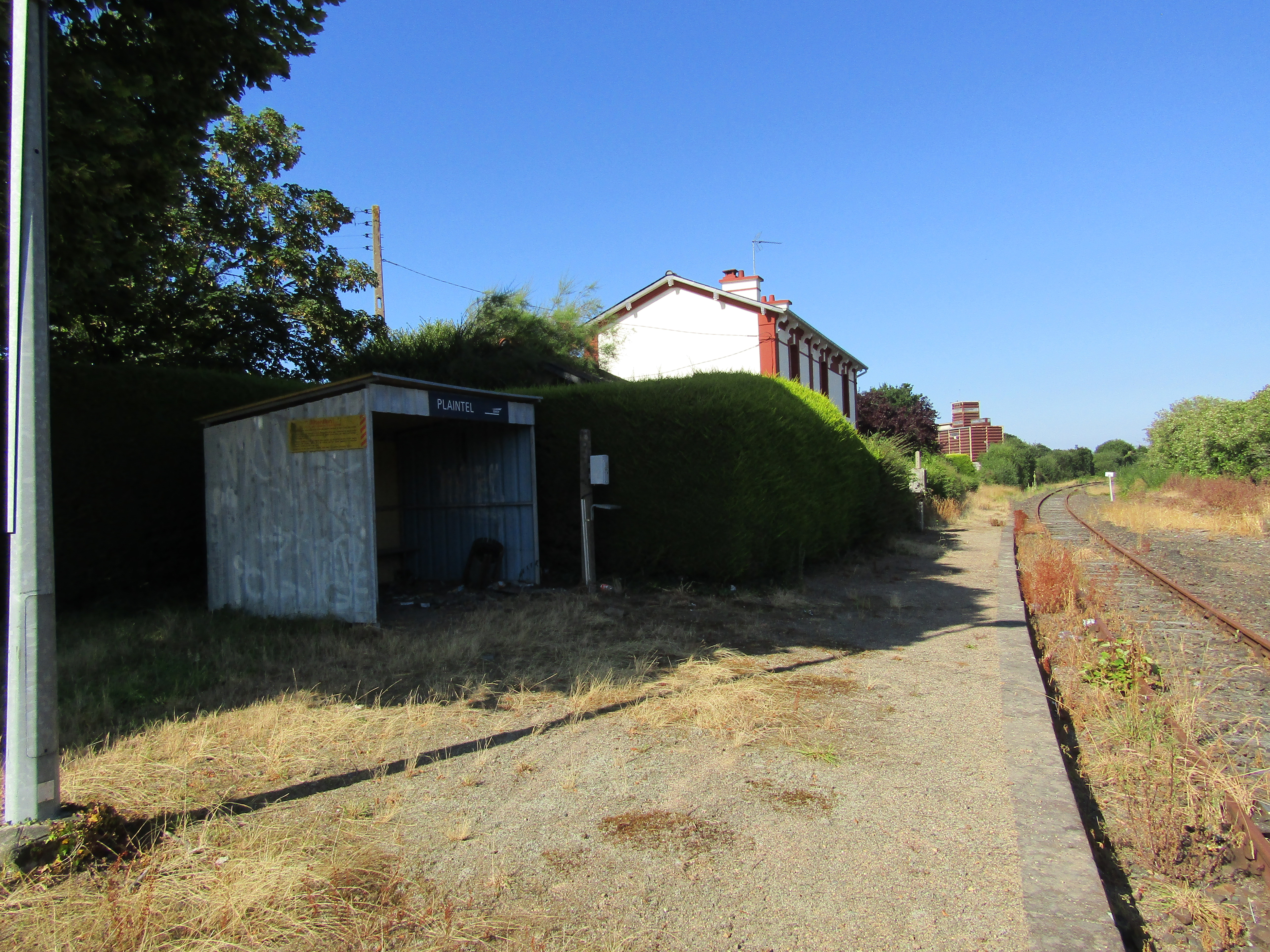
Vue de la gare de Plaintel avec l'abri de quai, et l'ancien bâtiment voyageurs en arrière plan.

La gare de Plaintel a été mise en service le 20 novembre 1871, en même temps que le tronçon Saint-Brieuc - Quintin. La gare reçoit alors des trains de voyageurs et de marchandises.
Au cours des années, le trafic des trains a diminué et le bâtiment voyageurs (BV) de la gare, ne servant plus à la SNCF, a été vendu à un particulier. Après cette vente, les voyageurs devaient donc se contenter d'un simple abri sur le quai.
Le 2 octobre 2006, le trafic des trains de voyageurs s'arrête définitivement entre Saint-Brieuc et Loudéac. Puis, le trafic marchandises s'arrête définitivement sur la totalité de la ligne en 2012. La gare de Plaintel ne voit alors plus que passer des circulations spéciales de l'association CFCB, basée à la Gare de Loudéac. La totalité du trafic entre Saint-Brieuc et Loudéac s'arrête le 18 janvier 2017.